# Гутьеррес Суньига, Диего
Диего Николас Гутьеррес Суньига (англ. и исп. Diego Nicolas Gutiérrez Zuñiga; род. 18 февраля 1997, Гринфилд-Парк, Квебек, Канада) — канадский футболист чилийского происхождения, полузащитник клуба «Валор».
У Диего есть брат-близнец Кристиан, который — также футболист.

## Клубная карьера
Гутьеррес — воспитанник клубов «Коло-Коло» и «Палестино». 6 ноября 2015 года в матче против «Депортес Антофагаста» он дебютировал в чилийской Примере. 2 августа в поединке Кубка Чили против «Сантьяго Морнинг» Диего забил свой первый гол за «Палестино».
4 марта 2019 года Гутьеррес подписал многолетний контракт с клубом Канадской премьер-лиги «Валор». 16 января 2020 года «Валор» продлил контракт с Гутьерресом на сезон 2020 согласно опции.
В марте 2021 года Гутьеррес вернулся в Чили, подписав контракт с клубом Примеры B «Барнечеа».
21 декабря 2021 года Гутьеррес вернулся в «Валор». В апреле 2023 года Гутьеррес был признан игроком месяца в Канадской премьер-лиге.

## Международная карьера
В 2017 году Гутьеррес был включён в заявку молодёжной сборной Канады на участие в молодёжном чемпионате КОНКАКАФ в Коста-Рике. На турнире он сыграл в матчах против Мексики и Антигуа и Барбуды.

## Достижения
Индивидуальные
- Игрок месяца в Канадской премьер-лиге: апрель 2023